# 마쓰오 유스케 (1997년)
마쓰오 유스케(일본어: 松尾 佑介, 1997년 7월 23일 ~ )는 일본의 축구 선수이다. 현재 벨기에 퍼스트 디비전 A의 베스테를로에서 뛰고 있다.

## 구단 경력
그는 2019년 J2리그의 요코하마 FC에 입단했다. 2019년 J2리그 준우승으로 J1리그로 승격했다. 2021년까지 71경기에 출전하여, 16득점을 넣었다. 2022년 우라와 레즈로 이적했다. 2023년 베스테를로로 임대 이적했다. 2024년 우라와 레즈로 복귀했다.